# Tefreg
Tefreg (în arabă تفرق) este o comună din provincia Bordj Bou Arreridj, Algeria.
Populația comunei este de 2.164 de locuitori (2008).